# Ешертон (Техас)
Ешертон (англ. Asherton) — місто (англ. city) в США, в окрузі Дімміт штату Техас. Населення — 722 особи (2020).

## Географія
Ешертон розташований за координатами 28°26′46″ пн. ш. 99°45′37″ зх. д. / 28.44611° пн. ш. 99.76028° зх. д. (28.446118, -99.760322).  За даними Бюро перепису населення США в 2010 році місто мало площу 2,11 км², уся площа — суходіл.

## Демографія
Згідно з переписом 2010 року, у місті мешкали 1084 особи в 387 домогосподарствах у складі 286 родин. Густота населення становила 513 осіб/км².  Було 516 помешкань (244/км²).
Расовий склад населення:
| - 90,2 % — білих - 0,8 % — чорних або афроамериканців - 0,3 % — корінних американців - 7,3 % — осіб інших рас |

До двох чи більше рас належало 1,4 %. Частка іспаномовних становила 92,9 % від усіх жителів.
За віковим діапазоном населення розподілялося таким чином: 27,4 % — особи молодші 18 років, 53,6 % — особи у віці 18—64 років, 19,0 % — особи у віці 65 років та старші. Медіана віку мешканця становила 40,4 року. На 100 осіб жіночої статі у місті припадало 87,9 чоловіків;  на 100 жінок у віці від 18 років та старших — 86,9 чоловіків також старших 18 років.
Середній дохід на одне домашнє господарство  становив 36 471 долар США (медіана — 29 868), а середній дохід на одну сім'ю — 43 280 доларів (медіана — 41 417). Медіана доходів становила 31 912 долари для чоловіків та 24 663 долари для жінок. За межею бідності перебувало 26,6 % осіб, у тому числі 34,4 % дітей у віці до 18 років та 26,5 % осіб у віці 65 років та старших.
Цивільне працевлаштоване населення становило 329 осіб. Основні галузі зайнятості: освіта, охорона здоров'я та соціальна допомога — 36,5 %, сільське господарство, лісництво, риболовля — 29,5 %, роздрібна торгівля — 13,1 %, транспорт — 4,3 %.